# Taberg
Der Taberg ist ein 342,8 m hoher Berg im Norden Smålands, rund 13 km südwestlich von Jönköping. Er befindet sich direkt am westlichen Ortsrand des gleichnamigen Tätorts Taberg und ist nach dem Tomtabacken, dem Huluberg, dem Haddeberga sowie einer namenlosen Hochebene nahe der Ortschaft Äng der fünfthöchste Punkt bzw. Berg Smålands und nach dem Tomtabacken und dem Galtåsen der dritthöchste Berg des südschwedischen Hochlandes. Der Berg besteht aus zwei Gipfeln, dem 342,8 m hohen Södtoppen (Südgipfel) und dem 341,2 m hohen Västtoppen (Westgipfel).
Am Südgipfel gibt es ein Rasthaus und eine Bergkapelle. Bei schönem Wetter reicht die Sicht von dem rund 120 m hohen Berg, bezogen auf das Niveau des Ortes, rund 70 km weit.
1985 wurden der Berg und ein 64 ha großes Gebiet um ihn zum Naturschutzgebiet (Naturreservat) erklärt.

## Beschreibung und Geologie
Der rund 900 m lange und etwa 450 m breite Bergrücken verläuft in Nordnordwest-Südsüdostrichtung westlich des Ortes Taberg. Bei dem Berg handelt es sich um den seltenen Fall eines Eisenerzlagers, das sich nicht im Boden, sondern als Erzberg oberirdisch befindet. Während das bewaldete Ende im Nordwesten langgezogen abflacht, fällt der Berg aufgrund des jahrhundertelangen Bergbaus im Südosten steil ab.
Der Taberg entstand vor rund 1,2 Milliarden Jahren, als bei einem Erdbeben Magma aus dem Erdinneren aufstieg und an die Erdoberfläche trat. Während die umliegenden Lavamassen und die daraus entstandenen Berge in den vergangenen Jahrmillionen durch Erosion abgetragen wurden, blieb der Taberg als einzige Erhebung zurück. Er besteht überwiegend aus dem seltenen Gestein Titanomagnetitolivinit, das weltweit nur noch in Rhode Island in den USA vorkommt (wo allerdings die Konzentration wesentlich geringer ist). Hauptbestandteil des Titanomagnetit-Olivinit ist mit rund 32 % das Eisenerz Magnetit, dazu kommen weitere 58 Minerale, hauptsächlich diverse Olivine sowie Legierungen bzw. unreine Formen der Metalle Titan (≈ 6 %) und Vanadium (≈ 0,15–0,20 %). Die hohen Gehalte des letzteren sorgten dafür, dass dem schwedischen Geologen Nils Gabriel Sefström 1831 bei der Auflösung des Taberger Eisenerzes in Salzsäure die Wiederentdeckung des bereits 1801 aus mexikanischem Bleierz als Erythronium beschriebenen Vanadiums gelang.
Das Titanomagnetitolivinit ist ein Hyperit, der zu den Basaltgesteinen gehört. Die Hyperite kommen in Südschweden an mehreren Stellen innerhalb der Protoginzone vor, einer langgestreckten Störungszone, die die svekonorwegischen Gesteine westlich und die svekofennischen Gesteine östlich von ihr trennt. Wesentliches Kennzeichen des fein- bis mittelkörnigen Gesteins ist die dunkle, von Dunkelbraun bis Schwarz reichenden Farbe. Gelegentlich gibt es auch Spuren heller Minerale.
Bei einem Erdrutsch im Jahr 1990 brachen rund 100 Kubikmeter Gesteinsmaterial oberhalb der Eisenbahnstrecke Jönköping-Vaggeryd ab, so dass diese kurzzeitig nicht befahrbar war.

## Flora und Fauna
Rund um den Berg wurden insgesamt 400 verschiedene Blütenpflanzen und Farne entdeckt, wobei die Region für einige die nördlichste und für andere die südlichste Wachstumsgrenze ist. Das Olivingestein bildet bei der Verwitterung insbesondere für Farne einen optimalen Nährboden, so dass dort auch beispielsweise der braungrüne Streifenfarn wächst, der sonst hauptsächlich in den zentraleuropäischen Gebirgen verbreitet ist.
Der Taberg weist auch mit insgesamt 309 verschiedenen Moosarten, zu denen auch sechs gefährdete Moose wie das nickende Pohlmoos oder das grüne Koboldmoos (Buxbaumia viridis) gehören, eine der höchsten Moosvarietäten Schwedens auf. Bedingt durch die leicht basischen Böden wachsen an den Berghängen auch viele weitere, in Schweden seltene Pflanzen wie der Ährige Ehrenpreis. Häufiger wachsen auf den Bergwiesen gemeines Zittergras, Arnika, gewöhnliches Katzenpfötchen, gelbe Sonnenröschen, gewöhnliche Kreuzblumen, Feld-Beifuß, Tauben-Skabiose, Riesen-Schwingel, Berg-Johanniskraut, borstige Glockenblumen, Vogel-Nestzwurze und Frühlings-Kuhschellen.
Die Zauneidechse ist vor allem an sonnenbeschienenen Felsen gelegentlich zu sehen, obwohl sie selbst in Südschweden aufgrund der klimatischen Bedingungen nur selten vorkommt. Häufige, besonders am Fuße des Berges vorkommende Vögel sind die Wasseramsel und die Gebirgsstelze, gelegentlich können auch Eisvögel beobachtet werden. In dem insgesamt gut 1,5 km langen Stollensystem überwintern 6 der 19 in Schweden vorkommenden Fledermausarten.

## Bergbau

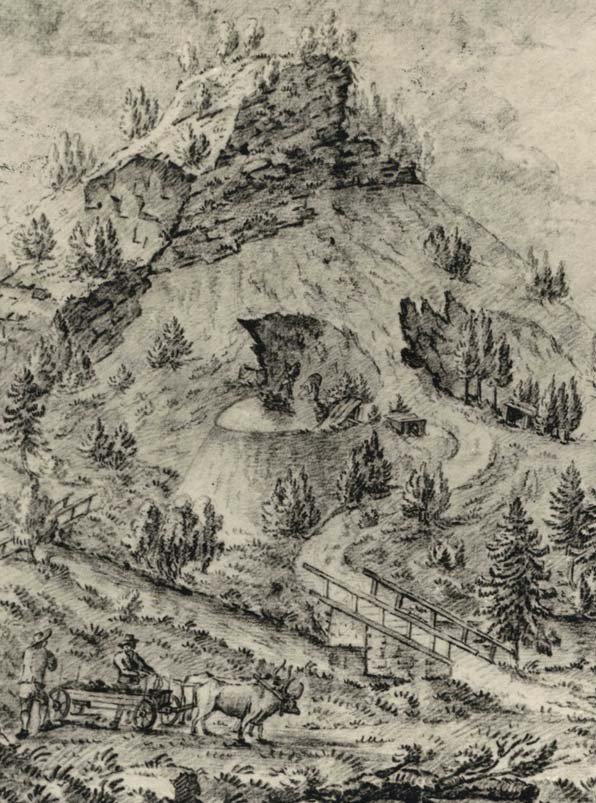
Tuschezeichnung der Südostansicht des Tabergs, Ende des 18. Jahrhunderts

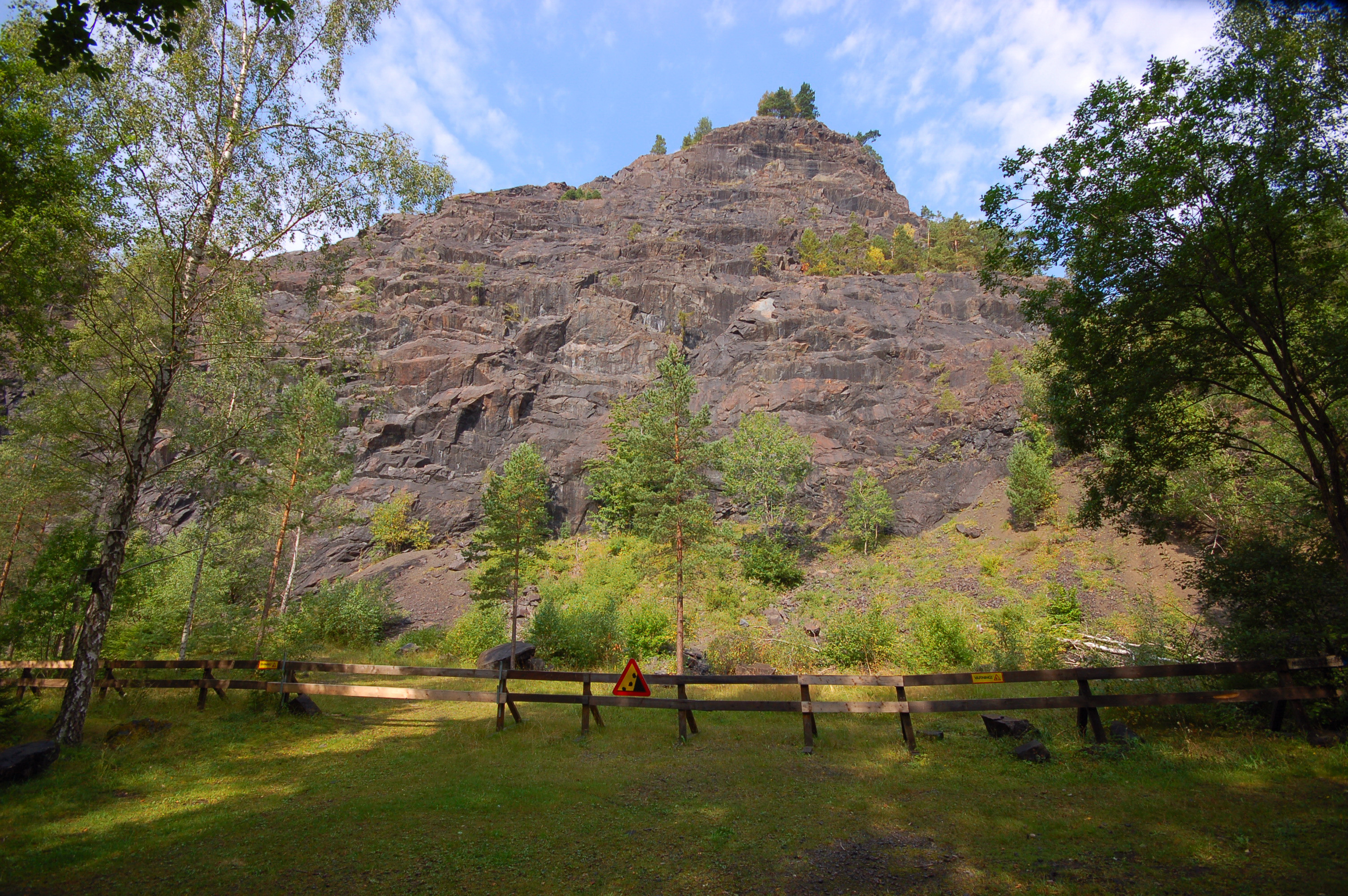
Südostansicht des Tabergs August 2015

Nördlich des Taberges wurden bei archäologischen Ausgrabungen rund 1000 Jahre alte Bekohlungsgruben und Schmelzöfen zur Verarbeitung von Raseneisenstein entdeckt. Mit Hilfe der C14-Methode konnten diese auf den Zeitraum 965–1310 n. Chr. datiert werden.
Während anfangs nur Steine aus Bruchmassen verarbeitet wurden, förderte man am Taberg bereits im 13. Jahrhundert in Stollen unter Tage Eisenerz. Wenig später war das Taberger Eisenerz europaweit für seine ausgezeichnete Qualität und Zähigkeit bekannt. Durch die königlichen Erlasse von 1618 und 1621 wurde der Taberg offiziell zum Bergbaurevier erklärt, wozu fünf Verhüttungsgruppen gebildet wurden, die verpflichtet waren, Erz zu gewinnen und die Hochöfen in Betrieb zu halten. Mitte des 18. Jahrhunderts wurde das geförderte Erz in insgesamt 14 Hochöfen geschmolzen und von zahlreichen Betrieben weiterverarbeitet. Die Blütezeit des Taberger Bergbaus war Mitte des 19. Jahrhunderts. Rund 25 % der damaligen Bevölkerung der Umgebung waren direkt oder indirekt in weiterverarbeitenden Betrieben wie den Hochöfen, Schmieden, Gießereien etc. vom Bergbau abhängig. Bis 1890 nahm jedoch die Bedeutung des Bergbaues stark ab, so dass 1890 die Förderung eingestellt wurde.
Das meiste Erz wurde ab 1939 während des Zweiten Weltkrieges gefördert, um der großen Nachfrage aus Deutschland für die Rüstungsindustrie nachzukommen. In den ersten 15 Jahren nach Wiederinbetriebnahme des Bergwerks wurde bis 1954 mehr Erz gefördert als in rund 300 Jahren zuvor. Geschlossen wurde die Mine im Jahr 1962, da sich der Betreiber, die Uddeholms AG, auf den Erzabbau in der Finnmossen-Grube konzentrieren wollte. Insgesamt wurden zwei Millionen Tonnen Erz aus einer Tiefe von bis zu 520 m unter der Erde gefördert.
In den 1970er Jahren kam kurzzeitig die Idee auf, im Berg Vanadium abzubauen, was aber aufgrund der Ölkrise im Jahr 1973 verworfen wurde.

## Naturschutzgebiet
1985 erwarb der schwedische Naturschutzverein die Schürfrechte am Berg, um weiteren Erzabbau und den Bau von Skipisten zu verhindern. Von der Bezirksregierung wurden 64 ha Fläche und der Berg selbst bereitgestellt, so dass das Gebiet 1986 zum Naturreservat erklärt wurde. Seit einigen Jahren gehört das Taberg Naturreservat auch zum Natura 2000-Netzwerk.

## Tourismus
Der Berg ist ein beliebtes Touristen- und Wanderziel. In den Sommermonaten werden geführte Touren in den Stollen angeboten und der Feldweg zum Südgipfel wird für den PKW-Verkehr freigegeben.
Eine Dauerausstellung über den Taberger Erzabbau befindet sich nördlich unweit des Berges im Norrahammarer Industriemuseum.

### Wanderwege
Auf den Berg führen insgesamt drei ausgeschilderte Wanderwege, Masungsstigen, Bergtempelstigen
und Järnmalmsstigen, die jeweils in rund 15–30 Minuten zu bewältigen sind. Die 35 km lange zweite Etappe des Södra Vätterleden von Bottnaryd nach Huskvarna führt über den Taberg.

## Sagen
Über die Entstehung des Berges und des Vättern existiert folgende Sage:

Ein Meteor stürzte vor 1300 Millionen Jahren mit rasender Geschwindigkeit auf die Erde. Er landete in Askersund und pflügte dann südlich eine Furche in der Erdkruste. Heute ist die Furche der Vättern und das Tal des Tabergs. Der Berg selbst besteht aus dem Meteor.

Seit dem 13. Jahrhundert soll im Berg eine mysteriöse Bergtrollin wohnen, deren Rufe man gelegentlich hören kann. Sie ist im Logo des Taberges stilisiert dargestellt.

## Rezension
Aufgrund der biologischen Vielfalt bezeichnete Carl von Linné den Berg 1741 bei einem Besuch als Wunder von Småland (schwedisch: Smålands mirakel).